# 江別西インターチェンジ

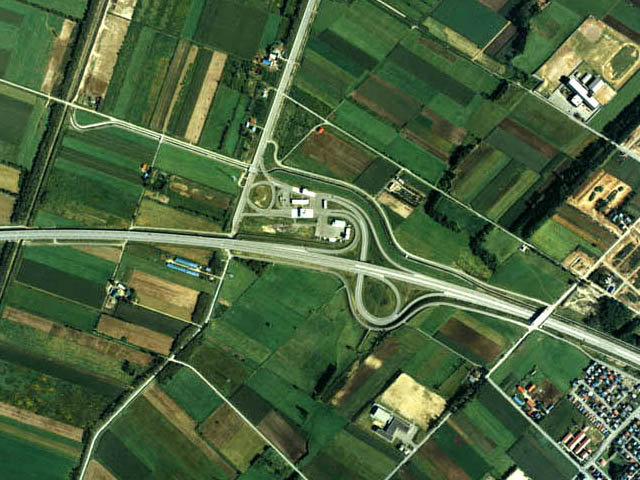
江別西IC（1985年）。

江別西インターチェンジ（えべつにしインターチェンジ）は、北海道江別市元野幌にある道央自動車道のインターチェンジである。
江別市街の野幌地区、北海道立野幌総合運動公園への最寄ICとなっている。

## 歴史
- 1983年（昭和58年）11月9日：札幌IC - 岩見沢IC間の開通に伴い供用開始。
- 2018年（平成30年）12月 : IC番号を「2」から「34」に変更[注 1]。

## 周辺
野幌
- 北海道野幌高等学校
- 錦山天満宮
- イオンタウン江別ショッピングセンター
- 野幌駅（JR北海道・函館本線）

工栄町・角山
- 江別第一工業団地
- 江別第二工業団地

## 接続する道路
- 直接接続
  - 北海道道110号江別インター線

- 間接接続
  - 北海道道46号江別恵庭線
  - 国道275号
  - 国道12号

## 料金所
- ブース数：6

### 入口
- ブース数：2
  - ETC専用：1
  - 一般：1

### 出口
- ブース数：4
  - ETC専用：1
  - 一般：3

## 隣
E5 道央自動車道
(33)札幌IC/TB - (34)江別西IC - 野幌PA - (35)江別東IC